# كفرتيه
كفرتيههي بلدة لبنانية تقع في قضاء كسروان أحد أقضية محافظة جبل لبنان. وتعتبر مدينة جونيه عاصمة القضاء.